# Soera De Mensheid
Soera De Mensheid (Arabisch: ٱلنَّاس, an-nās) is de laatste, honderdveertiende soera van de Koran. Deze soera is vernoemd naar de mensheid, genoemd in de eerste aya. De soera is een gebed om bescherming tegen het kwaad.

## Verzen en vertaling
Vertaling: Malak Faris Abdalsalaam

### بِسْمِ ٱللَّهِ ٱلرَّحْمَـٰنِ ٱلرَّحِيمِ ۝
Bismi l-lāhi r-raḥmāni r-raḥīm(i)
In de naam van Allah, de meest Barmhartige, de meest Genadevolle.

قُلْ أَعُوذُ بِرَبِّ ٱلنَّاسِ ۝١
1 Qul ’a‘ūdhu birabbi n-nās(i)
Zeg: “Ik zoek mijn toevlucht tot de Heer der mensen.

مَلِكِ ٱلنَّاسِ ۝٢
2 Maliki n-nās(i)
De Koning der mensen.

إِلَـٰهِ ٱلنَّاسِ ۝٣
3 ’ilāhi n-nās(i)
De God der mensen.

مِن شَرِّ ٱلْوَسْوَاسِ ٱلْخَنَّاسِ ۝٤
4 Min sharri l-waswāsi l-khannās(i)
Tegen het kwaad van de wegsluipende fluisteraar (d.w.z. Sjaitaan, deze trekt zich terug zodra Allah wordt herdacht).
ٱلَّذِى يُوَسْوِسُ فِى صُدُورِ ٱلنَّاسِ ۝٥
5 ’al ladhī yuwaswisu fī ṣudūri n-nās(i)
Degene die in de harten van de mensheid fluistert.

مِنَ ٱلْجِنَّةِ وَٱلنَّاسِ ۝٦
6 Mina l-jinnati wannās(i)
Vanuit het midden der Djinn en mensen.”

## Bijzonderheden
Samen met Soera De Doorbraak, de voorlaatste soera van de Koran, staat deze soera bekend als Mu'awwidhatayn: het zijn de twee soera's waarin de toevlucht tot God wordt gezocht. Volgens de overlevering zijn ze direct na elkaar geopenbaard aan Mohammed.
Externe link
- Soera De Mensheid

De Opening · De Koe · Het Geslacht van Imraan · De Vrouwen · De Tafel · Het Vee · De Kantelen · De Buit · Het Berouw (De Vrijheid) · Jonas · Hud · Jozef · De Donder · Abraham · Al-Hidjr · De Bijen · De Nachtreis · De Spelonk · Maria · Ta Ha · De Profeten · De Bedevaart · De Gelovigen · Het Licht · De Onderscheiding · De Dichters · De Mieren · De Vertelling · De Spin · De Byzantijnen · Luqman · De Aanbidding · De Partijscharen · Sheba · Schepper · Ya Sin · De in de Rangen Behorenden · Saad · De Groepen · Vergever · Duidelijk Uiteengezet · De Consultatie · Pracht en Praal · De Rook · De Geknielden · De Zandduinen · Mohammed · Het Succes · De Binnenvertrekken · Qaaf · De Winden die Verspreiden · De Berg · De Ster · De Maan · De Erbarmer · De Onoverkomelijke Gebeurtenis · Het IJzer · De Twist · De Opdrijving · De op de Proef Gestelden · De Strijdplaats · De Vrijdag (Bijeenkomst) · De Huichelaars · Het Bedrog · De Verstoting · De Verbodenverklaring · Het Koningschap · De Pen · De Wezenlijke · De Manieren van Ascentie · Noach · De Demonen · De Ingehulde · De Ommantelde · De Resurrectie · De Mens · De Uitgezondenen · Het Nieuws · De Uitrukkenden · Hij Fronste · Het Opvouwen · De Splijting · De Knoeiers · De Uiteenscheuring · De Sterrenstelsels · De Nachtelijke Bezoeker · De Allerhoogste · Het Overweldigende Moment · De Dageraad · De Stad · De Zon · De Nacht · De Glorieuze Ochtend · De Expansie · De Vijgenboom · De Bloedklomp · De Waardevolle Nacht · Het Uitsluitende Bewijs · De Beving · De Rennenden · De Dag van Oproering · De Wedijver om Vermeerdering · De Namiddag · De Lasteraar · De Olifant · De Quraisjieten · De Noden van Buren · De Overvloedigheid · De Ongelovigen · De Hulp · De Touwvezels · De Toewijding · De Doorbraak · De Mensheid